# Hedysarum brahuicum
Hedysarum brahuicum är en ärtväxtart som beskrevs av Pierre Edmond Boissier. Hedysarum brahuicum ingår i släktet buskväpplingar, och familjen ärtväxter. Inga underarter finns listade i Catalogue of Life.